# Кубок Азербайджану з футболу 1996—1997
Кубок Азербайджану з футболу 1996–1997 — 6-й розіграш кубкового футбольного турніру в Азербайджані. Переможцем вдруге став Кяпаз.

## Чвертьфінали
| Команда 1       | Заг.    | Команда 2       | 1-й матч | 2-й матч  |
| --------------- | ------- | --------------- | -------- | --------- |
| Нефтчі (Баку)   | 3:3 (ч) | Карабах (Агдам) | 3:2      | 0:1       |
| Хазар (Сумгаїт) | 2:2 (ч) | Кяпаз           | 2:1      | 0:1       |
| Туран           | 0:1     | Фарід (Баку)    | 0:0      | 0:1       |
| Баку Фехлесі    | 1:2     | Хазрі Бузовна   | 1:0      | 0:1; 0:1* |

* - для визначення переможця знадобилося три матчі.

## Півфінали
| Команда 1       | Заг. | Команда 2     | 1-й матч | 2-й матч |
| --------------- | ---- | ------------- | -------- | -------- |
| Карабах (Агдам) | 1:3  | Кяпаз         | 1:0      | 0:3      |
| Фарід (Баку)    | 0:1  | Хазрі Бузовна | 0:0      | 0:1      |

## Фінал
| 28 травня 1997 |

| Кяпаз        | 1:0 | Хазрі Бузовна |
| ------------ | --- | ------------- |
| Марданов 44' |     |               |

| Республіканський стадіон імені Тофіка Бахрамова, Баку Глядачів: 6 000 |